# Taniec (magazyn)
Taniec – czasopismo poświęcone sztuce tańca, wydawane początkowo w latach 1974–1994. W 2015 roku pismo zostało wznowione i jest wydawane w formie elektronicznej. Tytuł gromadzi teoretyków i praktyków tańca, obejmuje patronatem medialnym szereg najważniejszych wydarzeń tanecznych w Polsce (Łódzkie Spotkania Baletowe, Festiwal Tańca im. Olgi Sawickiej, Kongres Tańca i in.).

## Historia
Pismo powstało z inicjatywy Pawła Chynowskiego, teatrologa, publicysty, krytyka i librecisty baletowego przy Polskim Teatrze Tańca – Balecie Poznańskim. Wydawany przez Teatr Wielki w Poznaniu wychodził nieregularnie w latach 1974–1986, początkowo jako rocznik, a później jako kwartalnik. Po 6 latach przerwy kolejne numery ukazały się w Warszawie, wydane przez Teatr Wielki w Warszawie (lata 1992–1994).
W 2008 ukazał się jeden numer jako PDF na CD-ROM dystrybuowany w sieci Empik. Od 2015 periodyk jest reaktywowany w formie elektronicznej. Od 2016 roku wydawany przez fundację Instytut Rozwoju Kultury. 
W 2022 roku patronem wydawanych numerów jest Narodowy Instytut Muzyki i Tańca. Pismo jest dofinansowane ze środków Ministra Kultury i Dziedzictwa Narodowego pochodzących z Funduszu Promocji Kultury.

## Redaktorzy naczelni
- Paweł Chynowski 1974–1994)
- Marianna Jasionowska (od 2015)

## Redakcja
W latach 1974–1994 z pismem współpracowali: Jan Berski, Bogusław Kaczyński, Małgorzata Komorowska, Teresa Memches, Bożena Momontowicz-Łojek, Małgorzata Nowacka, Irena Ostrowska, Elżbieta Pastecka, Janina Pudełek, Irena Turska, Emil Wesołowski, Ewa Wycichowska. 
Po 2015 roku w skład redakcji wchodzili:  Anna Banach, Krzysztof Hliniak, Alicja Iwańska, Ewa Kretkowska, Anna Królica, Marta Mück, Agnieszka Narewska-Siejda, Elżbieta Pastecka, Marta Seredyńska, Justyna Stanisławska, Marek Zadłużny.